# 테렌스 에반스
테런스 에번스(Terrence Evans, 1944년 6월 20일 ~ 2015년 8월 7일)는 미국의 배우, 성우, 희극인이다.
로스앤젤레스에서 태어났으며 버뱅크에서 사망하였다. 사인은 질병이다.

## 영화
- 체인 레터 (2010년)
- 갱스 오브 더 데드 (2006년)
- 미스터 픽스 잇 (2005년)
- 텍사스 전기톱 연쇄살인사건 (2003년)
- 더 사일런싱 (2000년)
- 크로커다일 (2000년)
- 러너 (1999년)
- 터미네이터 2 (1991년)
- 트래퍼 카운티의 공포 (1989년)
- 오늘 밤 모든 것은 끝난다 (1989년)
- 사탄 (1988년)
- LBJ: 초창기 (1987, LBJ: The Early Years)
- 도박사 3 (1987, Kenny Rogers as The Gambler, Part III: The Legend Continues)